# Arnold Aletrino
Arnold Aletrino, noto anche come Aäron Aletrino (Amsterdam, 1º aprile 1858 – Chernex, 16 gennaio 1916), è stato un medico, antropologo e scrittore olandese.
Pubblicò opere sull'omosessualità in lingua olandese e lingua francese. Fu membro dei Tachtigers, un gruppo di giovani e rivoluzionari autori olandesi che disprezzavano la poesia e la prosa pie e moraliste degli scrittori vittoriani olandesi di metà Ottocento. Fu antropologo criminale. Il suo nome d'uso era Sam.

## Biografia

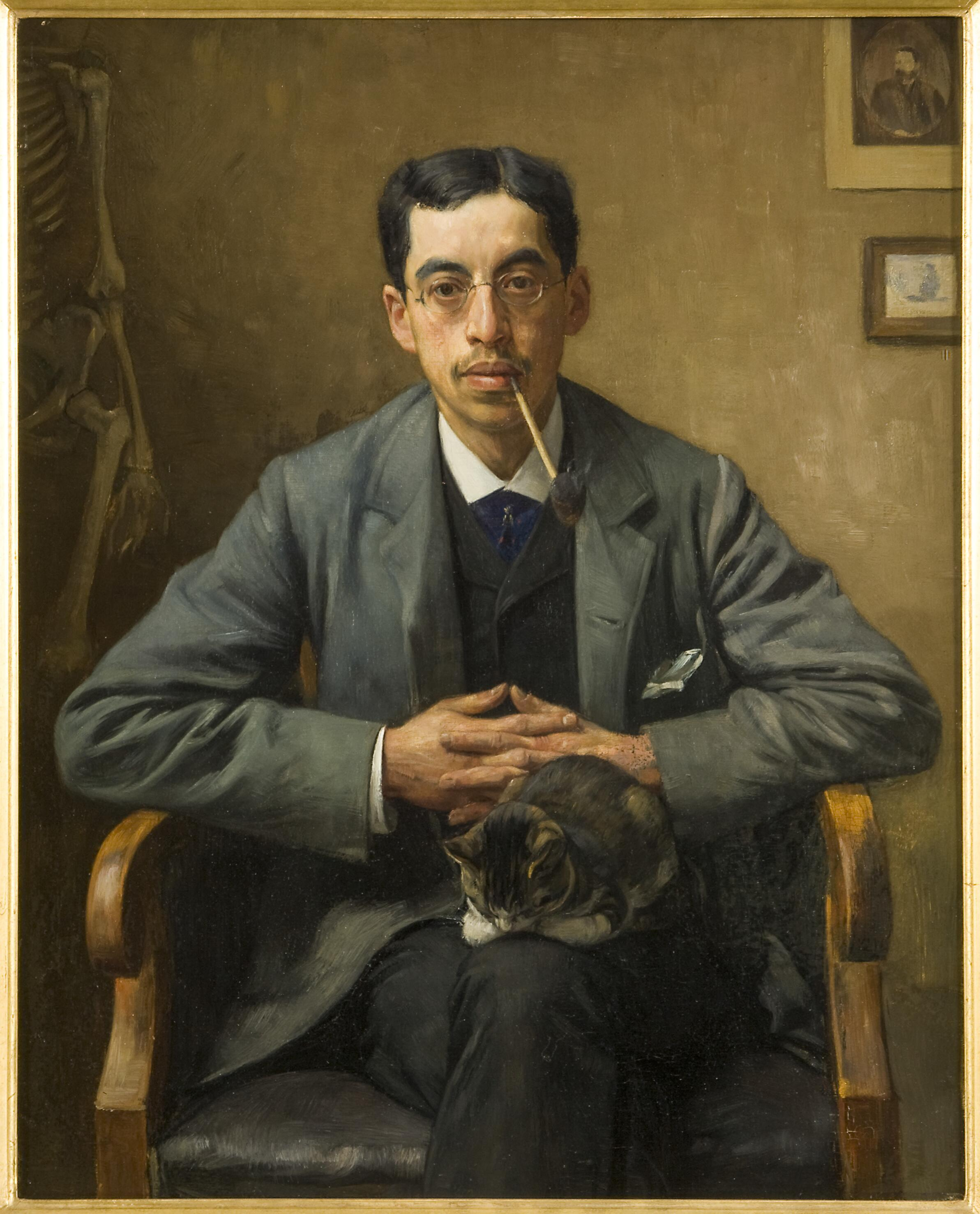
Ritratto di Aletrino del 1885 di Jan Veth.

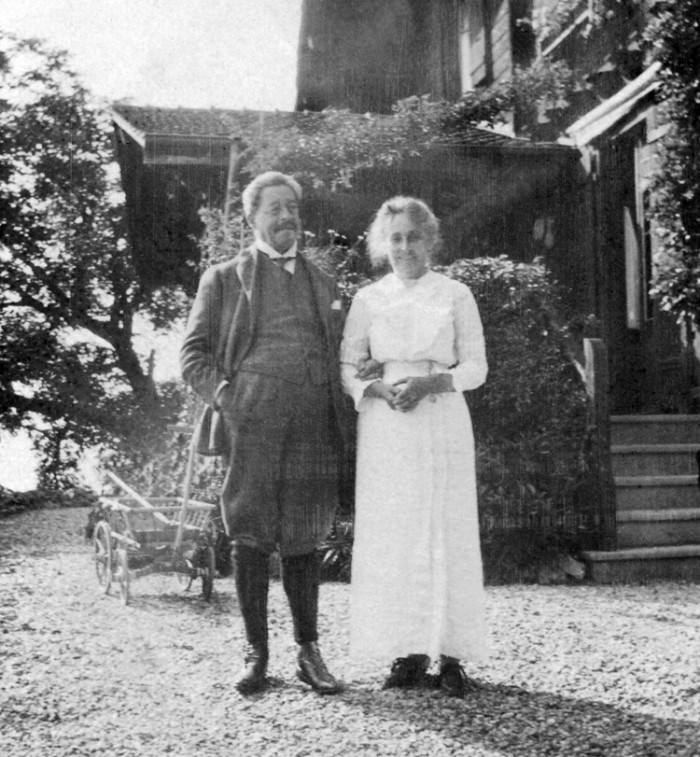
Aletrino e sua moglie Emilie Julia (Jupie) van Stockum davanti allo chalet presso Montreux, tra il 1909 e il 1916

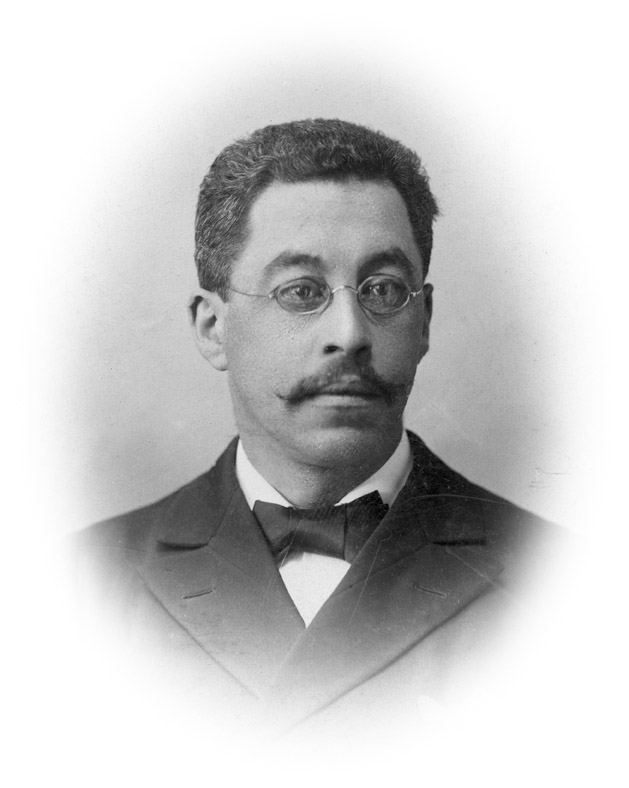
Aletrino

Fu ebreo sefardita. Durante gli studi di medicina ad Amsterdam, entrò in contatto con i Tachtigers Willem Kloos, Lodewijk van Deyssel, Frederik van Eeden e altri. Divenne membro del circolo letterario Flanor, dove nel 1885 lesse il suo primo racconto, "Nel buio". Questo sarebbe stato pubblicato un anno dopo in De Nieuwe Gids. Dal 1910 al 1912 fu redattore della rivista.
Si laureò nel 1886 e ottenne il dottorato nel 1889; fu medico municipale e medico dei vigili del fuoco ad Amsterdam, entrando così in contatto con gli strati più poveri della popolazione.
Nel 1891 sposò Rachel Mendes da Costa, che si suicidò nel 1897. Un anno dopo sposò Emilie Julia van Stockum. Negli ultimi anni di vita, Aletrino fu malato e per questo divenne dipendente dalla morfina. Con la moglie si trasferì in Svizzera, dove morì nel 1916.

## Omosessualità
Nel 1899 ottenne un incarico universitario come lettore in antropologia criminale presso l'Università di Amsterdam. Grazie alla sua esperienza pratica, agli studi e alle conferenze, svolse un lavoro pionieristico nel campo medico-sociale. Fu uno dei primi sostenitori dell'omosessualità (all'epoca spesso detta uranismo) e si batté per l'accettazione degli omosessuali in un congresso nel 1902. Aletrino fu riconosciuto come uno studioso competente e umanitario. Nel 1903 visitò con Magnus Hirschfeld a Berlino alcuni luoghi frequentati da omosessuali; ne fece relazione nel suo opuscolo Hermaphrodisie en uranisme (Ermafroditismo e uranismo) (1908).

## Jacob Israël de Haan
Era amico intimo del giovane scrittore Jacob Israël de Haan, il quale lo rappresentò come personaggio più o meno riconoscibile nel suo romanzo d'esordio Pijpelijntjes (1904), dedicandogli anche il libro. Ciò non fu di gradimento ad Aletrino, che, insieme alla moglie di De Haan, Johanna de Haan-van Maarseveen, acquistò l'intera tiratura (rendendo l'opera una delle più rare della letteratura olandese). De Haan riscrisse poi il libro in pochi mesi trasformandolo in un romanzo completamente diverso.

## Naturalismo
Fu autore di una letteratura particolarmente cupa. Si ispirò al naturalismo francese e trasse materiale dalla sua deprimente attività medica. Scrisse con lo pseudonimo P.A. Saaije Azn. la prefazione alla raccolta ironica di poesie Grassprietjes (1885) di Frederik van Eeden. Un altro pseudonimo da lui usato fu Acu Insma.

## Opere letterarie
Tra il 1877 e il 1883 apparvero suoi testi a carattere letterario nell'Almanak van het Amsterdamsch Studentencorps (Almanacco del Corpo Studentesco di Amsterdam), nella rivista Bato. Een boek voor het jonge Nederland (Bato. Un libro per la gioventù olandese) e in Vrije Arbeid. Geïllustreerd studentenmaandblad (Lavoro Libero. Mensile studentesco illustrato).
Nel 1886 Aletrino fece il suo ingresso nel mondo letterario. In quell'anno apparve il suo primo bozzetto (letterario) nel primo numero di De Nieuwe Gids. Nelle prime annate della rivista, pubblicò diversi "bozzetti", come li definiva lui stesso. Nel 1889 alcuni di essi vennero raccolti nel volume Uit den dood (Dalla morte). Nel 1891 vide la luce il suo primo romanzo: Zuster Bertha, di cui alcuni frammenti erano già apparsi nel 1889 su De Nieuwe Gids.
Nel 1895 uscì il romanzo Martha. Parti di esso erano già state pubblicate in precedenza sulla rivista Tweemaandelijks Tijdschrift. Su questa rivista, diretta da Albert Verwey, apparvero anche altri bozzetti di Aletrino. Nel 1900 otto di questi furono raccolti in Uit 't leven (Dalla vita). Nel 1902 Aletrino scrisse su De XXe Eeuw – il successore della Tweemaandelijks Tijdschrift – un articolo intitolato Hoe een roman wordt geschreven (Come si scrive un romanzo).
Nel 1906 fu pubblicata la raccolta Line, con cinque bozzetti già apparsi ne De XXe Eeuw. Nello stesso anno uscì la novella Stille uren (Ore silenziose). La raccolta Line fu recensita da un solo critico; la novella Stille uren da nessuno. Nel 1912 apparve su De Nieuwe Gids l'ultimo bozzetto letterario pubblicato da Aletrino, Verloving (Fidanzamento).

## Altre pubblicazioni
La sua prima pubblicazione non letteraria fu la sua tesi di dottorato, pubblicata nel 1889, dedicata al giuramento professionale del medico. Tra il 1892 e il 1899, scrisse diversi articoli sul suo ambito di specializzazione, l'antropologia criminale. Dopo il 1900 si occupò regolarmente di "uranismo".
Fu allievo di Cesare Lombroso, che cercava di spiegare la criminalità alla luce della degenerazione del sistema nervoso centrale. Aletrino si distaccò da Lombroso riguardo agli omosessuali, in un articolo olandese del 1897 in cui sosteneva che l'omosessualità poteva manifestarsi anche in individui perfettamente normali e sani. In opere successive, si batté contro l'intolleranza legale e la criminalizzazione dell'omosessualità.
Nel 1901 difese le persone omosessuali al Quinto Congresso di Antropologia Criminale ad Amsterdam. Fu accusato di "difendere l'immoralità". Continuò a lottare per tutta la vita per promuovere un atteggiamento più tollerante e comprensivo verso l'omosessualità. Nel 1912 partecipò, assieme all'avvocato Jacob Schorer e il medico Lucien von Römer, alla fondazione della sezione olandese del Wissenschaftlich-humanitäres Komitee (Comitato scientifico-umanitario), fondato in Germania nel 1897 dal pioniere dei diritti degli omosessuali Magnus Hirschfeld, che prese il nome di Nederlandsch Wetenschappelijk Humanitair Komitee (Comitato Umanitario Scientifico Olandese), noto anche con l'acronimo NWHK.
Inoltre, tra il 1901 e il 1906 pubblicò numerosi articoli su Nosokómos, la rivista dell’Associazione per la Promozione degli Interessi degli Infermieri e delle Infermiere (Nosokómos è il termine greco per 'assistenza ai malati').
Negli ultimi anni di vita, gravemente malato, visse con la moglie in Svizzera. Aletrino morì il 16 gennaio 1916 a Chernex, in Svizzera, vicino a Ginevra, all'età di 57 anni.

## Opere
Letterarie
- 1877: 'Eene schets naar de natuur' (onder het pseudoniem Quaero ("ik zoek"), in de Almanak van het Amsterdamsch Studenten Corps.[8]
- 1878: 'Peet Mie' en 'Onze schutterij' (onder het pseudoniem Alcuinsma), in de Almanak van het A.S.C., 1878, p. 6-12 en 50-58
- 1880: 'T' vertrek der mailboot', in Bato. Een boek voor het jonge Nederland, 1880, p. 110-113
- 1882: 'Anti-semietisme', in Vrije arbeid. Geïllustreerd studentenmaandblad[9] 1 (1882), p. 158-9; het "eerste en laatste" gedicht van Aletrino.[10]
- 1883: 'Iets over hoofdpijn', in: Vrije arbeid 2 (1883), p. 1-13. (geschreven in 1882).[11]
- 1886: 'In 't donker', in: De Nieuwe Gids, 1e jrg. (juni 1886), p. 278-288.[12]
- 1886: 'Een dag van regen', in: De Nieuwe Gids, 2e jrg. (dec. 1886), p. 230-2 (opgedragen aan Kitty van Vloten).[13]
- 1887: 'Uit den dood', in: De Nieuwe Gids, 2e jrg. (april 1887), p. 92-103 (opgedragen aan Rachel Mendes da Costa).[14]
- 1887: 'Een zang', in: De Nieuwe Gids, 2e jrg. (aug. 1887), p. 325-8 (opgedragen aan zijn zuster Anna Aletrino).[15]
- 1887: 'Een einde', in: De Nieuwe Gids, 3e jrg. (dec. 1887), p. 224-240.[16]
- 1888: 'Gasthuisschetsen', in: De Nieuwe Gids, 3e jrg. (juni 1888), p. 304-10[17] (bevat de schetsen 'Avondwandeling' en 'Maanlicht').
- 1888: 'Een achtermiddag', in: De Nieuwe Gids, 4e jrg. (dec. 1888), p. 199-210.[18]
- 1889: 'Zuster Bertha, fragmenten van een onuitgegeven roman', in: De Nieuwe Gids, 4e jrg. (juni 1889), p. 161-190.[19]
- 1889: Uit den dood, en andere schetsen. Amsterdam, Eisendraht. 137 pgs.[20]  Tweede druk, 1984 ('s-Gravenhage : Nijgh & Van Ditmar), bezorgd door Kees Joosse. ISBN 9023650565.
- 1891: Zuster Bertha. Amsterdam, Versluys. 245 pgs.[21] Opgedragen aan Martha en Frederik van Eeden.
- 1892: 'Indrukken,' in: De Nieuwe Gids, 8e jrg. (dec. 1892), p. 181-193.[22]
- 1894: 'Herinnering,' in: Tweemaandelijks Tijdschrift (voor letteren, kunst, wetenschap en politiek), 1e jrg. (sept. 1894), p. 83-96.
- 1895: Martha. Amsterdam, Scheltema & Holkema. 250 pgs.[23] Tweede druk, 1982 ('s-Gravenhage : Nijgh & Van Ditmar),  met een nawoord van Marijke Stapert-Eggen. ISBN 90 236 5044 1.
- 1895: Novellen. Amsterdam, Scheltema en Holkema.[24] Deze bundel bevatte: 'In 't donker' (1886), 'Uit den dood' (1887), 'Een dag van regen' (1886), 'Een einde' (1887), 'Pinksterbloem' (1887), 'Avondwandeling' (1888), 'Een zang' (1888), 'Maanlicht' (1888), 'Begrafenis' (1894), 'Schemering' (1889), 'Een achtermiddag' (1888), 'Nagedachte' (1889), 'Indrukken' (1892), 'Zondagavond', (1895), 'Kerstgesprek' (1894), 'Doodsnacht' (1894), 'Herinnering' (1894), 'Eerste liefde' (1894), 'Weemoed', 'Avonduren', '16 Nov. '91', 'Ware geschiedenis' en 'Confidentie'.
- 1900: Uit 't leven. Amsterdam, Tierie en Kruyt.[25] Herdruk 1982, Utrecht : Spectrum (Prisma 2033), ISBN 9027411689; bevat ook een bijdrage van Lodewijk van Deyssel over Uit 't leven.
- 1902: 'Hoe een roman wordt geschreven,' in: De XXe Eeuw, 8e jrg. (juni 1902), p. 702-745.[26]
- 1906: Line. Amsterdam.
- 1906: Stille uren. Amsterdam.
- 1912: 'Verloving,' in: De Nieuwe Gids, 27e jrg. (maart 1912), p. 457-489.

altre
- 1889: Eenige beschouwingen over den beroepseed der artsen. (diss.) Amsterdam, F.S. van Staden. 94 pgs.[27]
- 1890: 'Iets over de psychische geneeswijze,' in: Eigen Haard, in drie afleveringen:  aflevering 29, p. 453-456.,  afl. 30, p. 470-473 en  afl. 31, p. 484-490.
- 1892: 'Het tegenwoordig standpunt der crimineele anthropologie en der toerekenbaarheid,' in: De Nieuwe Gids, 7e jrg. (aug. 1892), p. 337-381.[28]
- 1893: 'De crimineele anthropologie en de strafwet,' in: De Nieuwe Gids, 8e jrg. (april 1893), p. 57-86 en (juni 1893), p. 153-193.
- 1898: Twee opstellen over crimineele anthropologie. Amsterdam. In deze bundel: 'Het tegenwoordig standpunt der crimineele anthropologie en der toerekenbaarheid' (1892) en 'De crimineele anthropologie en de strafwet' (1893).
- 1899: Over ontoerekenbaarheid, openbare les. Amsterdam.
- 1901: Over eenige oorzaken der prostitutie. Amsterdam.
- 1901: 'La situation de l'uraniste,' in: Congrès international d'anthropologie criminelle, compte rendu des travaux de la cinquiéme session tenue à Amsterdam du 9 au 14 septembre 1901. Amsterdam.
- 1902: Handleiding bij de studie der crimineele anthropologie, deel I. Amsterdam.
- 1904: Opleiding en examen van verpleegsters.[29]
- 1905: Over uranisme [liefde voor hetzelfde geslacht]. Een gerechtelijk-geneeskundige studie. Amsterdam,: G.P. Tierie (onder het pseudoniem Karl Ihlfeldt).
- 1906: Is celstraf nog langer geoorloofd en gewenscht? Amsterdam, Maas & Van Suchtelen.
- 1908: Hermaphrodisie en uranisme[30]
- 1911: Schetsboek. Eene verzameling gedichten en prozastukken, met portretten van eenige inzenders, leden der Vereeniging van Nederlandsche letterkundigen, 1905 - 1910.  Uitgegeven bij gelegenheid van het vijfjarig bestaan der Vereeniging
- 1916: Napoleons laatste levensjaren. Amsterdam, Van Holkema & Warendorf.[31]

## Fonti
- Hekma, Gert. "Aletrino, Arnold". Who's Who in Gay & Lesbian History. From Antiquity to World War II. Robert Aldrich & Garry Wotherspoon (a cura di), Routledge, 2001, p. 15.
- Johansson, Warren. "Aletrino, Arnold".   Encyclopedia of Homosexuality. (PDF) (archiviato dall'url originale il 27 settembre 2007) Dynes, Wayne R. (a cura di), Garland Publishing, 1990, p. 39.
- Joosse, Kees. Arnold Aletrino: pessimist met perspectief. Thomas Rap, 1986. Biografia. 612 p.
- Lieshout, Maurice van "Stiefkind der Natuur:  Het Homobeeld bij Aletrino en Von Römer", Homojaarboek. 1 (1981), p. 75-106.
- Lieshout, Maurice van "Pendelen tussen wetenschap en moraal. Arnold Aletrino (1858-1916)", Pijlen van naamloze liefde. Pioniers van de homo-emancipatie. Maurice van Lieshout & Hans Hafkamp (a cura di), SUA, 1988, p. 83-88.